# Amaury Capiot
Pour les articles homonymes, voir Capiot.
Amaury Capiot (né le 25 juin 1993 à Tongres) est un coureur cycliste belge, membre de l'équipe Arkéa-B&B Hotels.

## Biographie

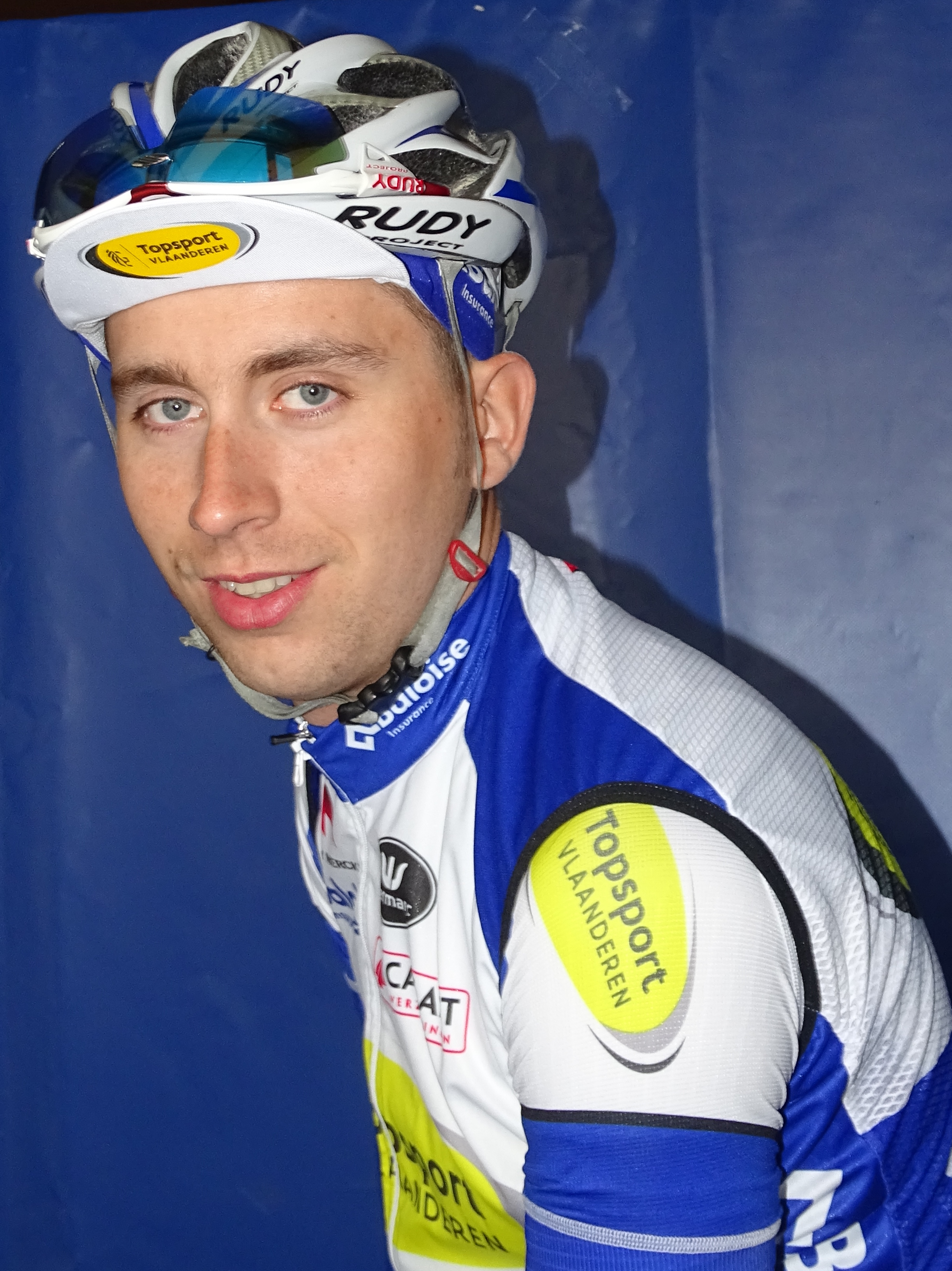
Amaury Capiot lors du départ de la Handzame Classic 2015 à Bredene.

Membre du Balen BC en 2011, il court pour Rock Werchter en 2012 et 2013, avant d'être recruté par Lotto-Belisol U23 en 2014.

### Topsport Vlaanderen-Baloise
Fin 2014 il signe un contrat avec l'équipe continentale professionnelle Topsport Vlaanderen-Baloise,. Durant sa première saison avec cette équipe, il remporte le Circuit Mandel-Lys-Escaut. 
En 2017, une blessure au genou nécessitant une opération réduit sa saison à quatre jours de course. Il obtient de nouveaux résultats satisfaisants en début d'année 2018, notamment une deuxième place lors de la Nokere Koerse et sept autres places parmi les dix premiers. Cependant, une lourde chute lors du Tour de Belgique en mai lui cause un pneumothorax et des fractures au bassin et à la clavicule. Il doit alors arrêter sa saison.
Au mois de juillet 2019, il termine huitième du Grand Prix Pino Cerami remporté par le Français Bryan Coquard sous une chaleur caniculaire.
En 2020, avant que la saison ne soit suspendue à cause de la pandémie de Covid-19, il réalise trois tops 10, sur le Trofeo Playa de Palma-Palma, une étape du Tour de la Communauté valencienne (7e) et sur la Clásica de Almería (6e). Il reprend la compétition sur le Czech Cycling Tour où il termine 5e et 7e d'étape. Il figure tout au long de la deuxième partie de saison dans de nombreux tops 10, sur le Tour de Wallonie (5e et 6e d'étape, 3e du général), la Course des raisins (7e), la Brussels Cycling Classic (9e), l'Antwerp Port Epic (7e), le Tour de Luxembourg (2e, 5e et 7e d'étape) et le Grand Prix de l'Escaut (6e). Il conclut sa saison en prenant part à deux courses d'un jour World Tour, le Tour des Flandres (22e) et les Trois Jours de Bruges-La Panne (abandon).

### Arkéa-Samsic

#### Saison 2021
Le 8 octobre 2020, l'équipe française Arkéa-Samsic annonce son arrivée pour la saison 2021. Il vient y renforcer le groupe amené à disputer les classiques et les courses d'un jour, en compagnie de ses compatriotes Benjamin Declercq et Christophe Noppe. Il espère à titre personnel pouvoir disputer son premier Grand Tour. Il débute sous ses nouvelles couleurs sur le Grand Prix de Valence où il monte sur la troisième marche du podium. La semaine suivante, il lance Thomas Boudat dans le final du GP Le Marseillaise où le sprinteur français est seulement devancé par Aurélien Paret-Peintre. Sur les routes belges, il conclut le Circuit Het Nieuwsblad à la 12e position et Le Samyn à la 6e. Sur le GP Jean-Pierre Monseré (131e), il passe à l'attaque à 8 kilomètres de l'arrivée sur la côte de Gitsberg mais n'est accompagné par aucun coureur et est repris 4 kilomètres plus tard.
Le 14 mars, il chute sur Paris-Troyes. La pensant dans un premier temps sans gravité, il enchaîne les courses, étant trois jours plus tard au départ de la Nokere Koerse (34e) puis de Milan-San Remo (138e). Le 28 mars, ayant des douleurs au dos, il abandonne sur Gand-Wevelgem. Deux jours plus tard, il passe une IRM révélant qu'il s'est cassé le sacrum, sans doute lors de la course arrivant dans l'Aube. Il retrouve les hauts de classement en juin, 7e de Paris-Camembert et 10e du championnat de Belgique. Sur le Tour de Wallonie, il réalise cinq tops 10 sur les cinq étapes proposées (6e, 3e, 10e, 7e puis 5e) et en prend la neuvième place du général. Le 23 juillet, la formation française annonce sa prolongation de contrat jusqu'en 2023. Six jours plus tard, il finit 9e du Tour de Castille‑et‑León. Pour conclure sa saison, il décroche de nouveaux accessits, 14e du Tour de l'Eurométropole, 18e de Paris-Roubaix, 9e du Gran Piemonte et 10e de Paris-Tours.

#### Saison 2022
Capiot commence la saison 2022 de la meilleure des façons en terminant 2e du Grand Prix de Valence puis en remportant le Grand Prix de La Marseillaise, sa première victoire professionnelle. Dans une arrivée exposée au mistral, il ne commet pas l'erreur de lancer son sprint prématurément et s'impose devant Mads Pedersen et Francisco Galván. Aligné sur le Tour d'Oman, il y obtient trois tops 5 (4e et deux fois 3e d'étape). Ses premières courses belges se déroulent bien, 23e du Circuit Het Nieuwsblad, 7e de Kuurne-Bruxelles-Kuurne et 13e du Samyn où son coéquipier Hugo Hofstetter se classe 3e et 2e. En mars, pour la première fois de sa carrière, il prend le départ de Paris-Nice. Il continue à enchaîner les bons résultats après la Course au soleil, 7e du GP de Denain, 13e d'À travers les Flandres et 24e du Tour des Flandres. En mai, il échoue au pied du podium sur le GP du Morbihan (4e), termine 10e du Tro Bro Leon avant de lever les bras sur la troisième étape des Boucles de la Mayenne. Le lendemain, il se classe 6e, place qu'il retrouve également sur la dernière étape du Tour de Belgique. Le 27 juin, son équipe annonce sa sélection pour son premier Grand Tour, le Tour de France. Il y a pour mission de "protéger, rouler pour ses leaders, notamment lors des étapes de plaine". Lors de la 19e étape, menant les coureurs à Cahors, il s'adjuge un top 10, terminant 6e.
Au sortir du Tour de France, il reprend la compétition sur l'Arctic Race of Norway où il termine 4e de la première étape puis 2e le lendemain, précédé par Dylan Groenewegen. Il chute lors de la Cyclassics Hamburg et subit à cette occasion une fissure du sacrum.

#### Saison 2023
Absent des pelotons en début de saison, Amaury Capiot est atteint d'un syndrome de la bandelette ilio-tibiale du côté droit et doit subir une intervention chirurgicale en mars. En octobre, Arkéa-Samsic annonce l'extension du contrat de Capiot jusqu'en fin d'année 2025.

#### Saison 2024
Le 13 février, il remporte, devant Ide Schelling, sa troisième victoire professionnelle, sur la quatrième étape du Tour d'Oman 2024, courue entre Fanja et Yitti Hills. 

## Palmarès et classements mondiaux

### Palmarès amateur
- 2009
  - 2e du championnat du Limbourg sur route débutants
- 2010
  - 2e du championnat du Limbourg sur route juniors
- 2011
  - Gand-Menin
  - Remouchamps-Ferrières-Remouchamps
  - 1re étape du Keizer der Juniores
  - 3e du Trophée des Flandres

### Palmarès professionnel
- 2018
  - 2e de la Nokere Koerse
- 2019
  - 3e de Paris-Bourges
- 2020
  - 3e du Tour de Wallonie
- 2021
  - 3e du Grand Prix de Valence
- 2022
  - Grand Prix La Marseillaise
  - 3e étape des Boucles de la Mayenne
  - 2e du Grand Prix de Valence
  - 2e de la Famenne Ardenne Classic
  - 3e du Grand Prix de Fourmies
- 2024
  - 4e étape du Tour d'Oman
  - 3e de la Muscat Classic
  - 3e de la Flèche de Heist

### Résultats sur les grands tours

#### Tour de France
3 participations
- 2022 : 85e
- 2024 : abandon (14e étape)
- 2025 : 136e

### Classements mondiaux
| Année                                 | 2014 | 2015 | 2016 | 2017  | 2018 | 2019 | 2020 | 2021 | 2022 | 2023  | 2024 |
| ------------------------------------- | ---- | ---- | ---- | ----- | ---- | ---- | ---- | ---- | ---- | ----- | ---- |
| Classement mondial                    |      |      | 144e | 1086e | 278e | 167e | 79e  | 170e | 67e  | 2355e | 222e |
| UCI Europe Tour                       | 377e | 168e | 42e  | 687e  | 151e | 138e | 65e  | 146e | 55e  | nc    | nc   |
|                                       |      |      |      |       |      |      |      |      |      |       |      |
| Légende : nc = non classéSource : UCI |      |      |      |       |      |      |      |      |      |       |      |